# Hecker Emora
Als Hecker Emora wurden die 1922/23 von der Hecker Fahrzeugfabrik hergestellten speziellen Motorradfahrgestelle bezeichnet, die für den Einbau eines Motors, Getriebes und Endantriebs vorbereitet waren. Hecker kreierte und verwendete für das Produkt den Werbenamen Einbau-Motor-Rad (Akronym: Emora). Die Bezeichnung ist insofern irreführend, dass nicht das Fahrgestell in ein Erzeugnis eingebaut wurde, sondern zur Fortbewegung ein Antriebsstrang in das Fahrgestell eingebaut werden musste.
Es handelte sich um verstärkte Fahrradrahmen mit normalen Tretkurbeln und Kettenantrieb zum Hinterrad, kleinem Kraftstofftank, verstärkter Gabel zur Vorderradführung, Rädern, Sattel und Lenker. Im Jahr 1923 kam eine geänderte Version auf den Markt, nun mit Trittbrettern an Stelle des Tretkurbelantriebs. Hecker lieferte an verschiedene Motorradhersteller in Franken, wie Ludwig Maurer, die dann zumeist eigene kleinere Motoren bis etwa 200 cm³ Hubraum und Getriebe in diese Fahrwerke einbauten und unter ihrer Marke verkauften.
Im gleichen Zeitraum stellte auch der Ing. Peter Pazicky unter dem Namen Arminia und Ing. Eugen Seeger, in Konkurrenz zu Hecker, ähnliche Fahrwerke her. 